# Nitruro de titanio
El nitruro de titanio (conocido también como Tinita) es un material cerámico extremadamente duro (Dureza ~85 Rockwell C o dureza ~2500 Vickers o 24.5 gigapascales) usado frecuentemente como recubrimiento sobre componentes de aleaciones de titanio, acero, carburos y aluminio para mejorar las propiedades superficiales del sustrato.
El TiN tiene excelentes propiedades de reflectividad infrarroja (IR), reflexión en un espectro similar al oro elemental (Au).
Dependiendo del material del sustrato y el acabado superficial, el TiN tiene un rango de coeficiente de fricción de 0.4 a 0.9 contra sí mismo (sin lubricación). La formación típica tiene una estructura cristalina del tipo del NaCl en una proporción estequiométrica aproximada de 1:1; De cualquier modo, los compuestos de TiNx con rango x de 0.6 a 1.2 son termodinámicamente estables. El TiN oxidará a 600 °C (~1100 °F) en al atmósfera normal y tiene un punto de fusión de 2930 °C.

## Propiedades físicas
Resumen de las características:
- Dureza Vickers 18-21 GPa
- Módulo de elasticidad 251 GPa
- Conductividad térmica 19,2 W / (m · °C)
- Coeficiente de expansión térmica 9,35 × 10−6 K−1
- Superconductor temperatura de transición 5.6 K
- Susceptibilidad magnética 38 × 10−6emu / mol

Se oxida a 800 °C en una atmósfera normal. Es químicamente estable a temperatura ambiente y es atacado por ácidos concentrados calientes.
Posee una excelente reflectividad de infrarrojos (IR), lo que refleja en un espectro similar al elemental de oro (Au), que le da un color amarillento. Dependiendo del acabado de material de sustrato y la superficie, de TiN tendrá un coeficiente de fricción que van 0,4 a 0,9 frente a sí mismo (no lubricado). Formación típica tiene una estructura cristalina de tipo NaCl con una más o menos 01:01 estequiometría, sin embargo, los compuestos TiNx con x que van desde 0,6 hasta 1,2 son termodinámicamente estable. Una película delgada de nitruro de titanio se enfrió a cerca de cero absoluto y se convirtió en el primer superaislante conocido, la resistencia de repente aumentó en un factor de 100 000.

## Aplicaciones

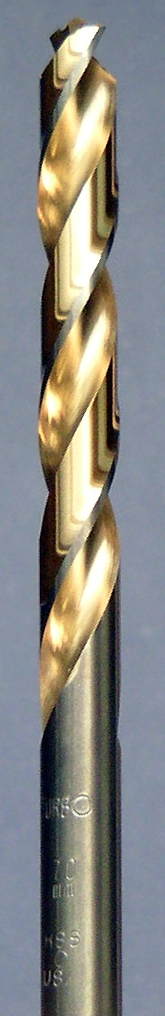
Broca con recubrimiento de nitruro de titanio.

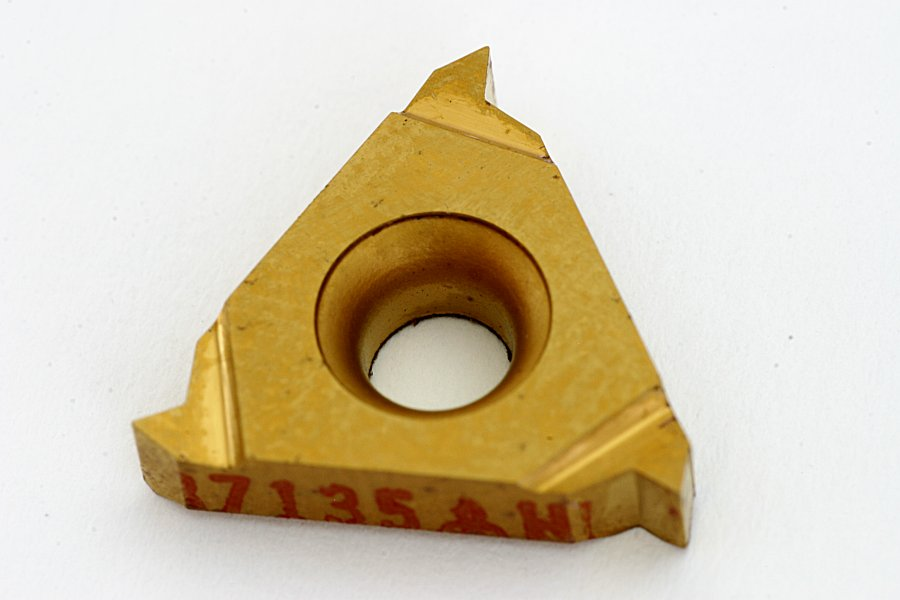
Plaquitas de corte

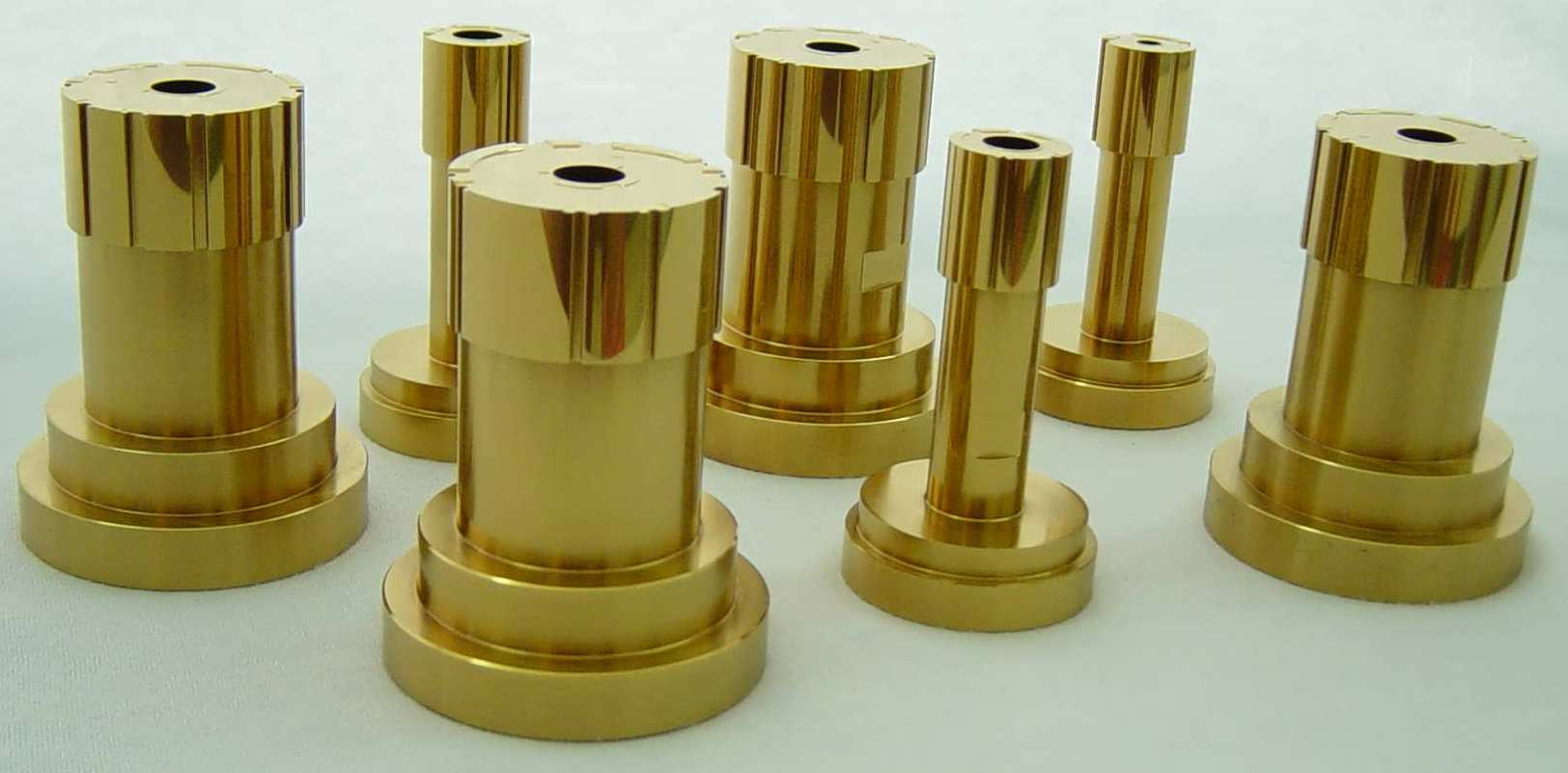
Punzones revestidos de nitruro de titanio mediante la técnica de deposición por arco catódico

Un uso bien conocido del TiN es el recubrimiento para proteger el filo y aumentar la resistencia a la corrosión en la máquina de herramientas, tales como brocas y fresas, a menudo la mejora de su vida útil en un factor de tres o más.
Por su color similar al oro metálico, se utiliza para recubrir bisutería y adornos de coches con propósitos decorativos. También se utiliza ampliamente como recubrimiento de la capa superior, por lo general con chapado de níquel (Ni) o cromo (Cr), en accesorios de grifería y pomos de puerta. Como recubrimiento se utiliza en la industria aeroespacial y aplicaciones militares y para proteger las superficies de deslizamiento de la suspensión horquillas de bicicletas y motocicletas, así como los ejes de choque de coches de radio control. No es tóxico, reúne las directrices de la FDA y ha visto su uso en dispositivos médicos tales como escalpelos las cuchillas y ortopédica sierra para huesos cuchillas donde la nitidez y la retención del borde son importantes. Los recubrimientos de TiN también se utilizan en prótesis (especialmente implantes de reemplazo de cadera ) y otros implantes médicos.
Aunque menos visible, películas delgadas también se utilizan en microelectrónica, donde sirven como conductor barrera entre el dispositivo activo y los contactos de metal utilizados para hacerlo funcionar. Mientras que los bloques de la película de difusión de metal en el silicio, que es lo suficientemente conductora (30-70 mu Ohmio · cm) para permitir una buena conexión eléctrica. En este contexto, de TiN se clasifica como una "barrera de metal", a pesar de que es claramente una cerámica desde el punto de vista de la química o comportamiento mecánico. Diseño de chips reciente en la tecnología de 45 nm y más allá también hace uso de TiN como un metal de material para la mejora de transistor rendimiento. En combinación con dieléctricos de puerta (por ejemplo HfSiO) que tienen una mayor permitividad en comparación con el estándar de SiO2 la longitud de la puerta se puede escalar hacia abajo con baja fuga, la corriente de accionamiento superior y la misma o mejor tensión umbral.
Debido a su alta bioestabilidad, capas de TiN también se pueden utilizar como electrodos en aplicaciones bioelectrónica como en implantes inteligentes o biosensores in-vivo que tienen que resistir la corrosión grave causada por el fluido corporal. Electrodos TiN ya se han aplicado en el proyecto de prótesis subretiniana, así como en los sistemas microelectromecánicos biomédicos (BioMEMS).

### Aditivo para el acero
El nitruro de titanio también se produce intencionadamente a algunos aceros mediante la adición juiciosa de titanio a la aleación. Formas de TiN a temperaturas muy altas debido a su muy baja entalpía de formación, e incluso se nucléa directamente de la masa fundida en la fabricación de acero secundaria. Forma, micrómetros de tamaño discreto cúbicos partículas en los límites de grano y puntos triples, y previene el crecimiento del grano por la maduración de Ostwald hasta muy altas temperaturas homólogas. Nitruro de titanio tiene el más bajo producto de solubilidad de cualquier nitruro de metal o de carburo en austenita, un atributo útil en acero microaleados.

## Variantes

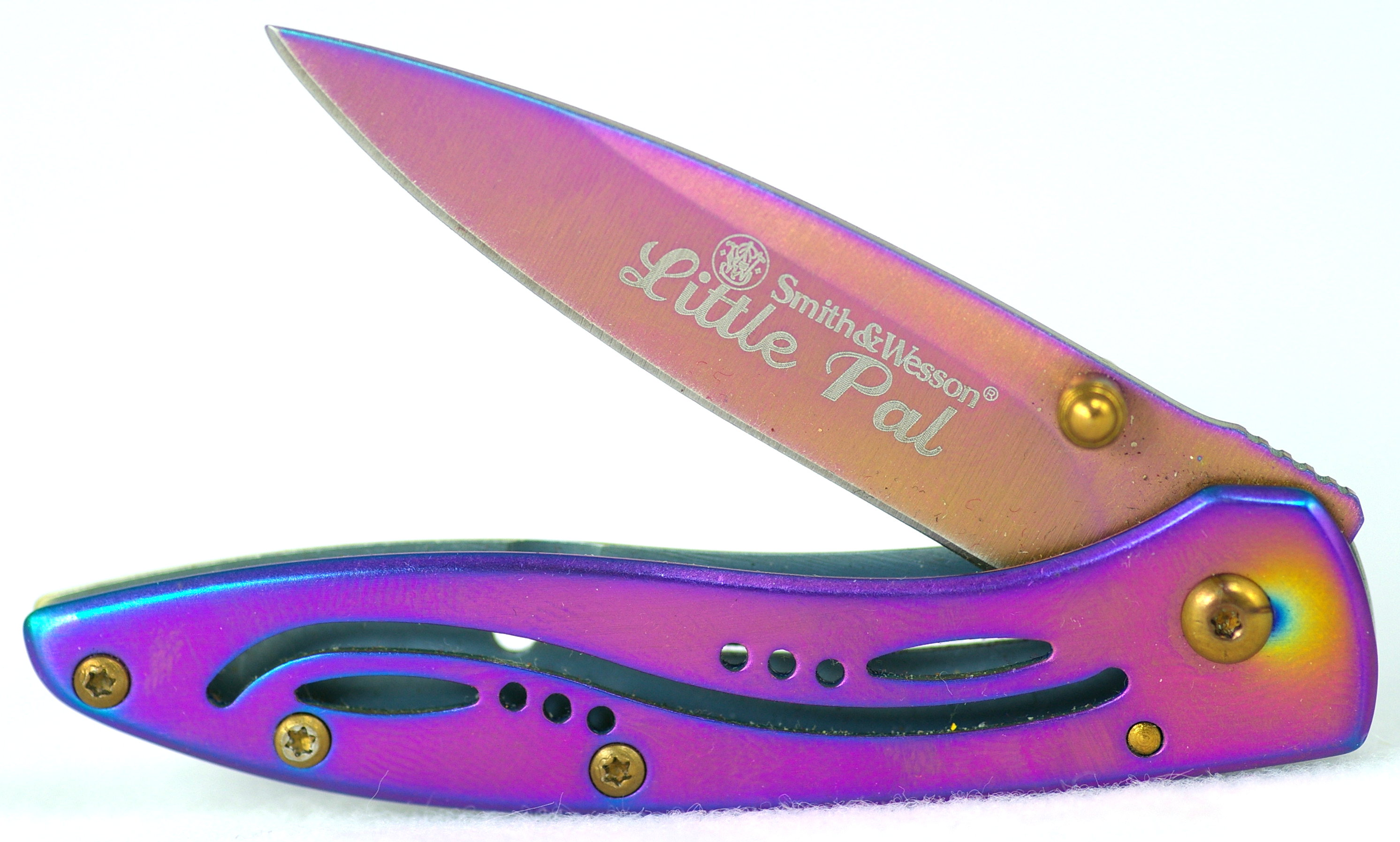
Una navaja con recubrimiento de oxinitrato de titanio

Existen varias variantes del TiN utilizados comercialmente que se han desarrollado en la última década, tales como nitruro de carbono de titanio (TiCN), nitruro de aluminio de titanio (TiAlN o AlTiN), y el nitruro de aluminio de titanio de carbono. Puede ser utilizado individualmente o alternadas con capas con de TiN. Estos recubrimientos ofrecen características similares o superiores en resistencia a la corrosión y dureza y colores adicionales que van desde el gris claro al casi negro, a un oscuro iridiscente azul-morado, dependiendo del proceso de aplicación exacto. Estos recubrimientos se están volviendo comunes en artículos deportivos, en especial en cuchillos y armas de fuego. Se utilizan por razones tanto estéticas como funcionales.

## Fabricación
Los métodos más comunes de TiN creación de capa fina son la deposición de vapor física (PVD, por lo general deposición por pulverización catódica, deposición por arco catódico o de calentamiento por haz de electrones ) y la deposición química de vapor (CVD). En ambos métodos, el titanio puro se subliman y se hacen reaccionar con nitrógeno a una alta energía, en el vacío. Se puede generar una película de TiN también en piezas de trabajo de Ti por el crecimiento reactivo (por ejemplo, recocido ) en una atmósfera de nitrógeno atmósfera. PVD se prefiere para las piezas de acero porque las temperaturas de deposición supera la temperatura austenización del acero. Capas de TiN también se chisporrotearon en una variedad de materiales de punto de fusión más alto, tales como aceros inoxidables, titanio y aleaciones de titanio. Su alto módulo de Young (se han publicado valores entre 450 y 590 GPa) ) significa que los recubrimientos de espesor tienden fase de desprendimiento, haciéndolos mucho menos duraderas que las delgadas. En general, las capas de color dorado de acabado de productos suelen ser muy delgada. Recubrimientos técnicos típicos no son más gruesas que 4 micras - capas más gruesas sería propenso a agrietarse. El material de base también debe poseer una alta resistencia a la compresión, de modo que la capa no se rompe en el punto de carga. Recubrimientos de nitruro de titanio también se pueden depositar por pulverización térmica mientras que los polvos de TiN se producen por nitruración del titanio con nitrógeno o amoniaco a 1200 °C.
Se pueden fabricar objetos de cerámica a granel por el embalaje de titanio metálico en polvo en la forma deseada, comprimiéndolo a la densidad adecuada, entonces la ignición en una atmósfera de nitrógeno puro. El calor liberado por la reacción química entre el metal y el gas es suficiente para sinterizar el producto de reacción en un nitruro, artículo acabado duro. Ver la metalurgia de polvos.

## Seguridad
El nitruro de titanio prácticamente no tiene ningún peligro, ya que es no inflamable, no tóxico y es biocompatible. Cumple con las directivas de la CE de sustancia no peligrosas y no requiere etiquetado. Está clasificado como no peligroso para el agua. Las partículas harían que el TiN fuera problemático, como el resto de las sustancias, se tolera un valor de 15 mg / m³ (OSHA).